# Campeonato Asiático de Atletismo de 2013 - 400 m masculino
A prova dos 400 metros masculino do Campeonato Asiático de Atletismo de 2013 foi disputada entre os dias 3 e 4 de julho de 2013 no Shree Shiv Chhatrapati Sports Complex em Pune, na Índia. 

## Recordes
Antes desta competição, os recordes mundiais e do campeonato nesta prova eram os seguintes:
|                       | Nome                  | Nacionalidade  | Tempo  | Local     | Data                 |
| --------------------- | --------------------- | -------------- | ------ | --------- | -------------------- |
| Recorde mundial       | Michael Johnson       | Estados Unidos | 43s 18 | Sevilha   | 26 de agosto de 1999 |
| Recorde do campeonato | Sugath Thilakaratne   | Sri Lanka      | 44s 61 | Fukuoka   | 1998                 |
| Recorde asiático      | Mohamed Amer Al-Malky | Omã            | 44s 56 | Budapeste | 12 de agosto de 1988 |

## Medalhistas
| Ouro                 | Prata                   | Bronze              |
| Yousef Masrahi (KAZ) | Ali Khamis Khamis (BHR) | Yuzo Kanemaru (JPN) |

## Cronograma
Todos os horários são locais (UTC+5:30).
| Data       | Hora  | Evento    |
| ---------- | ----- | --------- |
| 3 de julho | 9:50  | Bateria   |
| 3 de julho | 18:00 | Semifinal |
| 4 de julho | 19:05 | Final     |

## Resultados

### Bateria
Qualificação: 3 atletas de cada bateria  (Q) mais os  4 melhores qualificados (q). 
| Posição | Bateria | Atleta                        | Nacionalidade          | Tempo | Notas |
| ------- | ------- | ----------------------------- | ---------------------- | ----- | ----- |
| 1       | 1       | Ali Khamis Khamis             | Bahrein                | 46.43 | Q     |
| 2       | 3       | Yuzo Kanemaru                 | Japão                  | 46.46 | Q     |
| 3       | 1       | Musaeb Abdulrahman Balla      | Catar                  | 46.59 | Q     |
| 4       | 3       | Arokia Rajiv                  | Índia                  | 46.67 | Q     |
| 5       | 3       | Ehsan Tahmasebi               | Irão                   | 46.96 | Q     |
| 6       | 2       | Yousef Masrahi                | Arábia Saudita         | 46.99 | Q     |
| 7       | 1       | Ismail Al-Sabiani             | Arábia Saudita         | 47.02 | Q     |
| 8       | 2       | Kunhu Muhammed Puthanpurakkal | Índia                  | 47.04 | Q     |
| 9       | 1       | Chanaka Dilhan Aloka          | Sri Lanka              | 47.10 | q     |
| 10      | 3       | Hassan Aman Salmeen           | Catar                  | 47.24 | q     |
| 11      | 2       | Alejan Edgardo Jr.            | Filipinas              | 47.40 | Q     |
| 12      | 2       | Anjana Madushan Gunarathna    | Sri Lanka              | 47.43 | q     |
| 13      | 4       | Saud Abdul Karim              | Emirados Árabes Unidos | 47.67 | Q     |
| 14      | 1       | Archand Christian Bagsit      | Filipinas              | 47.87 | q     |
| 15      | 4       | Kazuya Watanabe               | Japão                  | 48.04 | Q     |
| 16      | 3       | Aleksandr Pronzhenko          | Tajiquistão            | 48.23 |       |
| 17      | 4       | Sajjad Hashemi                | Irão                   | 48.27 | Q     |
| 18      | 4       | Neeraj Panwar                 | Índia                  | 48.51 |       |
| 19      | 4       | Asad Iqbal                    | Paquistão              | 48.85 |       |
| 20      | 1       | Arnon Jaiaree                 | Tailândia              | 48.87 |       |
| 21      | 2       | Mohsen Ahmad                  | Líbano                 | 48.90 |       |
| 22      | 1       | Anchois Aron                  | Malásia                | 48.96 |       |
| 23      | 4       | Thanakorn Namee               | Tailândia              | 49.09 |       |
| 24      | 2       | Choi Ho Sing                  | Hong Kong              | 49.17 |       |
| 25      | 3       | Ak Hafiy Tajuddin Rositi      | Brunei                 | 49.42 |       |
| 26      | 4       | Leung King Hung               | Hong Kong              | 49.49 |       |
| 27      | 2       | Sundui Munkhsaikhan           | Mongólia               | 52.48 |       |
| 28      | 3       | Salim Saleh Al-Hekr           | Iêmen                  | 53.90 |       |
| 29      | 2       | Muhammes Abdullah Munassar    | Iêmen                  | 54.90 |       |
| 30      | 3       | Tang Chan Tong                | Macau                  | 58.64 |       |
| 31      | 1       | Naser Al-Semaeil              | Kuwait                 | DNS   |       |

### Semifinal
Qualificação: 3 atletas de cada bateria  (Q) mais os  2 melhores qualificados (q).
| Posição | Bateria | Atleta                        | Nacionalidade          | Tempo | Notas |
| ------- | ------- | ----------------------------- | ---------------------- | ----- | ----- |
| 1       | 1       | Ali Khamis Khamis             | Bahrein                | 46.35 | Q     |
| 2       | 2       | Yousef Masrahi                | Arábia Saudita         | 46.42 | Q     |
| 3       | 1       | Musaeb Abdulrahman Balla      | Catar                  | 46.44 | Q     |
| 4       | 2       | Yuzo Kanemaru                 | Japão                  | 46.49 | Q     |
| 5       | 2       | Arokia Rajiv                  | Índia                  | 46.83 | Q     |
| 6       | 2       | Kunhu Muhammed Puthanpurakkal | Índia                  | 47.03 | q     |
| 7       | 1       | Saud Abdul Karim              | Emirados Árabes Unidos | 47.05 | Q     |
| 8       | 1       | Sajjad Hashemi                | Irão                   | 47.06 | q     |
| 9       | 1       | Ehsan Tahmasebi               | Irão                   | 47.14 |       |
| 10      | 1       | Chanaka Dilhan Aloka          | Sri Lanka              | 47.39 |       |
| 11      | 2       | Anjana Madushan Gunarathna    | Sri Lanka              | 47.70 |       |
| 12      | 1       | Kazuya Watanabe               | Japão                  | 47.80 |       |
| 13      | 1       | Archand Christian Bagsit      | Filipinas              | 47.93 |       |
| 14      | 2       | Alejan Edgardo Jr.            | Filipinas              | 48.18 |       |
| 15      | 2       | Ismail Al-Sabiani             | Arábia Saudita         | DNF   |       |
| 16      | 2       | Hassan Aman Salmeen           | Catar                  | DNS   |       |

### Final
A final da prova ocorreu dia 4 de julho às 19:05.
| Posição           | Atleta                        | Nacionalidade          | Tempo | Notas |
| ----------------- | ----------------------------- | ---------------------- | ----- | ----- |
| Medalha de ouro   | Yousef Masrahi                | Arábia Saudita         | 45.08 |       |
| Medalha de prata  | Ali Khamis Khamis             | Bahrein                | 45.65 |       |
| Medalha de bronze | Yuzo Kanemaru                 | Japão                  | 45.95 |       |
| 4                 | Musaeb Abdulrahman Balla      | Catar                  | 46.45 |       |
| 5                 | Kunhu Muhammed Puthanpurakkal | Índia                  | 46.61 |       |
| 6                 | Arokia Rajiv                  | Índia                  | 46.63 |       |
| 7                 | Saud Abdul Karim              | Emirados Árabes Unidos | 47.15 |       |
| 8                 | Sajjad Hashemi                | Irão                   | DNS   |       |

Legenda
| Recorde mundial       | Recorde mundial (World record)               |                       | Recorde africano                      | Recorde africano (African) |                                           | Q | Classificado por posição (Qualified) |
| Recorde do campeonato | Recorde do campeonato (Championship record)  | Recorde da América    | Recorde da América (Americas)         | q                          | Classificado por melhor tempo (Qualified) |   |                                      |
| Melhor marca do ano   | Melhor marca do ano (World leading)          | Recorde asiático      | Recorde asiático (Asian)              | DNS                        | Não largou (Did not start)                |   |                                      |
| Recorde nacional      | Recorde nacional (National record)           | Recorde europeu       | Recorde europeu (European)            | DNF                        | Não terminou (Did not finish)             |   |                                      |
| Recorde pessoal       | Recorde pessoal do atleta (Personal best)    | Recorde da Oceania    | Recorde da Oceania (Oceania)          | DSQ / DQ                   | Desclassificado (Disqualified)            |   |                                      |
| Recorde da temporada  | Recorde da temporada do atleta (Season best) | Recorde sul-americano | Recorde sul-americano (South America) | NM                         | Sem marca (No mark)                       |   |                                      |